# Cephalogonimus vesicaudis
Cephalogonimus vesicaudis är en plattmaskart. Cephalogonimus vesicaudis ingår i släktet Cephalogonimus och familjen Cephalogonimidae. Inga underarter finns listade i Catalogue of Life.